# Fred Robsahm
Fred Otto Robsahm (Oslo, 29 giugno 1943 – Lillesand, 26 marzo 2015) è stato un attore e regista norvegese.

## Biografia
Fratello dell'attrice e regista Margarete, è stato sposato per 15 anni con l'attrice italiana Agostina Belli. Ha contratto l'HIV a fine anni ottanta mentre era detenuto, a causa di una siringa usata per sedare altri detenuti.

## Filmografia
- Bandidos, regia di Massimo Dallamano (1967)
- Barbarella, regia di Roger Vadim (1968)
- Flashback, regia di Raffaele Andreassi (1969)
- Nel giorno del Signore, regia di Bruno Corbucci (1970)
- Black Killer, regia di Carlo Croccolo (1971)
- Sepolta viva, regia di Aldo Lado (1973)
- Ingrid sulla strada, regia di Brunello Rondi (1973)
- Il figlio della sepolta viva, regia di Luciano Ercoli (1974)
- Lucrezia giovane, regia di Luciano Ercoli (1974)
- Carambola, regia di Ferdinando Baldi (1974)
- Peccati di gioventù, regia di Silvio Amadio (1975)
- Ophiria - miniserie TV, 3 episodi (1983)

## Doppiatori italiani
- Massimo Turci in Nel giorno del Signore
- Cesare Barbetti in Black Killer
- Gino La Monica in Ingrid sulla strada
- Natalino Libralesso in Peccati di gioventù